# 马达加斯加树
马达加斯加树，也称彎彎曲曲樹，是原產於馬達加斯加島的龍樹科多肉植物，莖會成誇張的z字型彎曲，花是本屬唯一的兩性花，刺兩枝一組長出。

## 來源
- 辜嚴倬雲植物保種基金會